# Naturparktier des Jahres
Die Auszeichnung Naturparktier des Jahres wird seit 2003 vom Naturpark-Verein Holsteinische Schweiz verliehen. Mit dem Titel will dieser auf die Bedeutung der Naturparks in Deutschland für die Landschaft sowie für die darin lebende Flora und Fauna aufmerksam machen.

## Bisherige Preisträger
| Jahr | deutscher Name           | wissenschaftlicher Name  | Abbildung                 |   |
| ---- | ------------------------ | ------------------------ | ------------------------- | - |
| 2003 | Laubfrosch               | Hyla arborea             | 2003 Laubfrosch           |   |
| 2004 | Fischotter               | Lutra lutra              | 2004 Fischotter           |   |
| 2005 | Großer Abendsegler       | Nyctalus noctula         | 2005 Großer Abendsegler   |   |
| 2006 | Eisvogel                 | Alcedo atthis            | 2006 Eisvogel             |   |
| 2007 | Gebänderte Prachtlibelle | Calopteryx splendens     | 2007 Prachtlibelle        |   |
| 2008 | Ringelnatter             | Natrix natrix            | 2008 Ringelnatter         |   |
| 2009 | Dachs                    | Meles meles              | 2009 Dachs                |   |
| 2010 | Rotmilan                 | Milvus milvus            | 2010 Rotmilan             |   |
| 2011 | Nördlicher Kammmolch     | Triturus cristatus       | 2011 Nördlicher Kammmolch |   |
| 2012 | Uhu                      | Bubo bubo                | 2012 Uhu                  |   |
| 2013 | Kleine Maräne            | Coregonus albula         | 2013 Kleine Maräne        |   |
| 2014 | Schellente               | Bucephala clangula       | 2014 Schellente           |   |
| 2015 | Wasserspitzmaus          | Neomys fodiens           | 2015 Wasserspitzmaus      |   |
| 2016 | Kranich                  | Grus grus                | 2016 Kranich              |   |
| 2017 | Moorfrosch               | Rana arvalis             | 2017 Moorfrosch           |   |
| 2018 | Rebhuhn                  | Perdix perdix            | 2018 Rebhuhn              |   |
| 2019 | keine Auszeichnung       | –                        | –                         | – |
| 2020 | Ackerhummel              | Bombus pascuorum         | 2020 Ackerhummel          |   |
| 2021 | Seeadler                 | Haliaeetus albicilla     | 2021 Seeadler             |   |
| 2022 | Rotbauchunke             | Bombina bombina          | 2022 Rotbauchunke         |   |
| 2023 | Steinkauz                | Athene noctua            | 2023 Steinkauz            |   |
| 2024 | Kleine Königslibelle     | Anax parthenop           | 2024 Kleine Königslibelle |   |
| 2025 | Haselmaus                | Muscardinus avellanarius | 2025 Haselmaus            |   |